# Liste der Baudenkmäler in Mandelbachtal
In der Liste der Baudenkmäler in Mandelbachtal sind alle Baudenkmäler der saarländischen Gemeinde Mandelbachtal und ihrer Ortsteile aufgelistet. Grundlage ist die Veröffentlichung der Landesdenkmalliste im Amtsblatt des Saarlandes vom 22. Dezember 2004 und die aktuelle Teildenkmalliste des Saarpfalz-Kreises in der Fassung vom 9. August 2017.

## Bebelsheim
| Lage                     | Bezeichnung                                 | Beschreibung | Bild |
| ------------------------ | ------------------------------------------- | --- | ---- |
| Alter Gräfinthaler Weg   | Wegekreuz                                   | 1767 |      |
| Auf Brudermannsfeld Lage | Wegekreuz                                   | Von der einstigen Eremitenklause ist nur ein Wegekreuz aus dem Jahr 1695 erhalten. Auf einem rechteckigen breiten Sockel mit kaum noch lesbarer Inschrift ruht ein Kruzifix in dessen unterem Teil eine Szene mit der Beweinung Christi. |      |
| Kaiserstraße 1 Lage      | Bauernhof                                   | um 1940 |      |
| Kaiserstraße 3 Lage      | Bauernhof                                   | um 1940 |      |
| Kaiserstraße 56 Lage     | sog. „Rotes Kreuz“, Wegekreuz               | 18. Jahrhundert |      |
| Kaiserstraße 56 Lage     | Wegekreuz                                   | 18. Jahrhundert |      |
| Margarethenstraße Lage   | Kath. Kirche St. Margaretha mit Ausstattung | Von der ursprünglichen Kirche aus dem 12. Jahrhundert ist nur der Rundturm aus verputztem Bruchsteinmauerwerk erhalten. Anstelle des romanischen Langhauses wurde 1737 ein Neubau an der Westseite des Turmes errichtet und 1831 erweitert. Die barocke Saalkirche mit dreiseitigem Schluss und Walmdach besitzt einen Hoch- und einen Seitenaltar aus dem 18. Jahrhundert. |      |

## Bliesmengen-Bolchen
| Lage                        | Bezeichnung                                                         | Beschreibung | Bild |
| --------------------------- | ------------------------------------------------------------------- | --- | --- |
| Gräfinthal Lage             | Ensemble Kloster Gräfinthal                                         | Das Kloster Gräfinthal entstand Mitte des 13. Jahrhunderts als Stiftung von Gräfin Elisabeth von Blieskastel zur Betreuung der Wallfahrt zu Unsere Liebe Frau mit den Pfeilen. Nach der Auflösung des Wilhelmitenklosters im Jahr 1785 verfielen die Klosteranlagen zunehmend, die wertvolle Innenausstattung wurde auf Kirchen in der Region verteilt. Seit Beginn der 1980er-Jahre bemüht sich die Diözese Speyer um eine Wiederbelebung des Klosters und saniert die Gebäude. | Das Kloster Gräfinthal entstand Mitte des 13. Jahrhunderts als Stiftung von Gräfin Elisabeth von Blieskastel zur Betreuung der Wallfahrt zu Unsere Liebe Frau mit den Pfeilen. Nach der Auflösung des Wilhelmitenklosters im Jahr 1785 verfielen die Klosteranlagen zunehmend, die wertvolle Innenausstattung wurde auf Kirchen in der Region verteilt. Seit Beginn der 1980er-Jahre bemüht sich die Diözese Speyer um eine Wiederbelebung des Klosters und saniert die Gebäude. |
| Gräfinthal Lage             | Ensemble Kloster Gräfinthal                                         | Gräfinthal, Bildstock, 16./17. Jh. (Einzeldenkmal) | |
| Gräfinthal Lage             | Ensemble Kloster Gräfinthal                                         | Gräfinthal, Brunnen (Ensemblebestandteil): Der Laufbrunnen aus Sandstein besteht aus einem langgezogenen Becken und einer senkrechten Säule. Über einem Sockel thront ein Schaft mit Wasserablauf, darüber ein weitauskragender Sockel mit einem barocken Zapfen. Der Brunnen stammt aus dem 18. Jahrhundert. | |
| Gräfinthal Lage             | Ensemble Kloster Gräfinthal                                         | Gräfinthal 3, Hoftor Gasthaus „Klosterschenke“, 1733 (Einzeldenkmal): Zwischen Hofhaus und Klosterschenke verläuft eine alte Mauer mit Rundbogentor aus dem Jahr 1733. Das hölzerne Tor wird von einem Sandsteinlaibung eingefasst, deren Keilstein betont ist und ein Gesicht trägt. Die Mauer wird von einer Ziegelbedeckung abgeschlossen. | |
| Gräfinthal Lage             | Ensemble Kloster Gräfinthal                                         | Gräfinthal 4, sog. Hofhaus, Wohnhaus, 1732 (Einzeldenkmal): Der zweigeschossige Putzbau über annähernd quadratischem Grundriss wurde 1732 erbaut. Das einfache Portal ist mit Sandstein umrahmt und hat im Abschlussfeld ein Oberlicht. Das Gebäude wird von einem Mansardwalmdach abgeschlossen. | |
| Gräfinthal Lage             | Ensemble Kloster Gräfinthal                                         | Gräfinthal 6, Gaststätte „Gräfinthaler Hof“ (Einzeldenkmal): Das ehemalige Kelter- und Gesindehaus mit Gewölbekeller wurde um 1710/20 erbaut. Der traufständige Putzbau mit zwei Geschossen besitzt ein geschwungenes Krüppelwalmdach. In der Mitte der fünf Fensterachsen befindet sich im Erdgeschoss das Eingangsportal mit profilierter Laibung und gerader Verdachung. Die Fenster werden von Sandsteinlaibungen mit betonten Sohlbänken umlaufen. | |
| Gräfinthal Lage             | Ensemble Kloster Gräfinthal                                         | Gräfinthal 7, Klosterpforte, Terrassengarten, Umfassungsmauer, 18. Jh., Wohnhaus weitgehender Neubau (Ensemblebestandteil) Der terrassierte Garten wird zu den Straßenseiten von einer mächtigen Mauer umschlossen. Die Klosterpforte aus Sandstein wird von Pilastern gerahmt und besitzt einen deutlich betonten Keilstein über der Tür. Über einem schmalen profilierten Gesims befindet sich ein Dreiecksgiebel mit profilierter Rahmung in dessen Feld sich die Jahreszahl 1714 und dazwischen ein Wappen befindet. Das Wohnhaus der Mönche ist weitgehend ein Neubau aus dem Jahr 1969. | |
| Gräfinthal Lage             | Ensemble Kloster Gräfinthal                                         | Gräfinthal 8, Terrassengarten und Umfassungsmauer östl. der ehem. Konventgebäude (Ensemblebestandteil): Auch der Terrassengarten und die Umfassungsmauer östlich des Konventgebäudes stehen unter Denkmalschutz. Der Garten gehörte zu den wenigen Lagen, in denen im Südsaarland früher Weinanbau betrieben wurde. Die Mauern stammen aus dem 18. Jahrhundert. | |
| Gräfinthal Lage             | Ensemble Kloster Gräfinthal                                         | Gräfinthal 8, Konventgebäude, Ruine mit Gewölbekeller (Einzeldenkmal): Das ehemalige Konventgebäude ist heute nur noch als Ruine erhalten. Es wurde 1714 von Jonas Erikson Sundahl erbaut. | |
| Gräfinthal Lage             | Ensemble Kloster Gräfinthal                                         | Gräfinthal 8, Ruine der Klosterkirche (Einzeldenkmal): Die Klosterkirche wurde 1719 von dem aus Schweden stammenden Zweibrücker Baumeister Jonas Erikson Sundahl errichtet. Von dem ehemaligen Langhaus sind nur die Umfassungsmauern erhalten. Auf der Westseite ist noch ein rundbogiges Portal mit kräftiger Pilasterordnung erhalten. An der Nordseite ist außen noch ein spätromanisches Portal mit Rosette im Giebelfeld sichtbar, das aber zugemauert wurde. Der ehemalige polygonale Chor wurde 1809 von dem Architekten J. B. Matthieu zur oktogonalen Kapelle umgebaut. Der gestreckte Bau mit Satteldach und Reiter war ursprünglich reichhaltig ausgestattet. Der heutige Altar ist ein aus Rokoko und neubarocken Teilen zusammengestellter Altar. | |
| Gräfinthal Lage             | Ensemble Kloster Gräfinthal                                         | Gräfinthal 9, Brauhaus, 1723, Umbau 19. Jh. (Einzeldenkmal) | |
| Gräfinthal Lage             | Ensemble Kloster Gräfinthal                                         | Gräfinthal 10, Pferdeschwemme, 18./19. Jh. (Ensemblebestandteil) | |
| Gräfinthal Lage             | Ensemble Kloster Gräfinthal                                         | Gräfinthal 11, Taubenhaus (Einzeldenkmal): Das Taubenhaus aus dem Jahr 1766 ist ein barock ausgeführter Bau auf vier hohen Säulen im ehemaligen Klosterbezirk. | |
| Gräfinthal Lage             | Ensemble Kloster Gräfinthal                                         | Gräfinthal 11, Anwesen Sehn, Scheune, 1709, Umbau zum Bauernhaus 19. Jh. (Ensemblebestandteil) | |
| Außerhalb der Ortslage Lage | Burg Mengen, Ruine der Wasserburg (Einzeldenkmal)                   | Die im 12. Jahrhundert gegründete Wasserburg wurde wohl um 1289 erbaut und erstmals 1294 erwähnt. 1362 wurde die Festung in der Bliesaue durch die Herren von Bitsch zerstört, einige Jahre später wieder aufgebaut und war im 17. Jahrhundert im Besitz der Familie von der Leyen. Heute sind nur noch wenige Mauerreste sichtbar. | |
| Bliestalstraße Lage         | Hochaltar der kath. Pfarrkirche St. Paulus                          | Der Hochaltar der aus den 1960er-Jahren stammenden Kirche St. Paulus wurde um 1734 von Johann Martersteck erschaffen. Der Hochaltar gilt als gelungenes Beispiel barocker Altäre. Er stammt aus der Klosterkirche Gräfinthal und wurde 1785 nach Bliesmengen verbracht. | |
| Bliestalstraße 29 Lage      | Bauernhaus                                                          | | |
| Bliesweg                    | Wegekreuz                                                           | 18. Jahrhundert | |
| Gräfinthal                  | Wegekreuz, 1759                                                     | 1759 | |
| Im Oberen Mengen Lage       | Kath. Kirche St. Petrus in Ketten mit Ausstattung, Friedhofskapelle | Die ältesten Teile der Kirche stammen von einem Bau aus dem 14. Jahrhundert und finden sich in den beiden Untergeschossen des Turmes. Die heutige Friedhofskapelle diente bis in die 1960er-Jahre als Gotteshaus der örtlichen Kirchengemeinde. Erbaut wurde sie 1752 und 1866 nach Norden erweitert. Das Portal befindet sich im gedrungenen Turm auf quadratischem Grundriss. | |
| Im Oberen Mengen 5 Lage     | Alte Schule                                                         | Die ehemalige Schule ist ein langgezogener traufständiger Sandsteinbau mit zwei Geschossen. Erbaut wurde er im 19. Jahrhundert. Das Gebäude dient heute als Wohn- und Geschäftshaus. | |

## Erfweiler-Ehlingen
| Lage                        | Bezeichnung                                                   | Beschreibung | Bild |
| --------------------------- | ------------------------------------------------------------- | --- | ---- |
| Auf dem Hüwel 15 Lage       | Wegekreuz                                                     | 1778 |      |
| Ballweilerstraße 6 Lage     | Bauernhaus, Umfassungsmauer mit Gewölbekeller und Hühnerstall | 1850 |      |
| Ballweilerstraße 11 Lage    | sog. Schusterhaus, Wohnhaus                                   | 1729 |      |
| Rubenheimerstraße 49 Lage   | Bauernhaus                                                    | um 1870 |      |
| Rubenheimerstraße 52 Lage   | Bauernhof                                                     | Erbaut 1816 |      |
| Straße am Römerturm Lage    | Kath. Kirche St. Mauritius                                    | Von der romanischen Kirche ist nur noch der sich leicht nach oben verjüngende Rundturm erhalten. Der rechteckige Chor mit Kreuzrippengewölbe stammt aus dem 14. Jahrhundert. 1824 wurde auf der Südseite ein Langhaus angebaut, das aber schon 1904 durch einen neugotischen Neubau ersetzt wurde. Der Saalbau mit offenem Dachstuhl wird über den in die Fassade integrierten Rechteckturm betreten. Äußerlich wird die Kirche von gotisierten Fenstern und Portal bestimmt. Der Bruchsteinbau wird durch Sandstein-Ortquader an Mauerwerk und Strebepfeilern geschmückt. |      |
| Straße am Römerturm 7 Lage  | Alte Schule                                                   | Der giebelständige, zweigeschossige Sandsteinbau wurde 1878/79 mit klassizistischen Elementen erbaut. Erd- und Obergeschoss sind durch ein Gesims getrennt, ebenso wie Obergeschoss und Giebel. Die sechs Fenster des Obergeschosses sind durch Pilaster gerahmt, die unten von einem Sohlbankgesims getragen werden und mit einem breiten Architrav mit Gesims abschließen. |      |
| Straße am Römerturm 19 Lage | Tagelöhnerhaus, 19. Jh. (Einzeldenkmal)                       | |      |

## Habkirchen
| Lage                      | Bezeichnung                                         | Beschreibung | Bild |
| ------------------------- | --------------------------------------------------- | --- | ---- |
| Blieskasteler Straße Lage | Alte Bliesbrücke zwischen Habkirchen und Frauenberg | Bereits im 16. Jahrhundert soll es in Habkirchen eine steinerne Brücke gegeben haben. 1760 ließen die Grafen von der Leyen nach langwierigen Verhandlungen mit der Verwaltung des französischen Königreiches eine steinerne Brücke zwischen Habkirchen und Frauenberg erbauen. Französische Revolutionstruppen sprengten die Brücke 1792, 1832/33 wurde sie wieder aufgebaut. 1939 sprengten französische Truppen während des Zweiten Weltkriegs das Bauwerk erneut. Von der alten Konstruktion sind nur noch ein Bogen und ein Widerlager erhalten. |      |
| Prälat-Roth-Straße Lage   | Grabsteine auf dem Kirchhof                         | 18. Jahrhundert |      |
| Prälat-Roth-Straße Lage   | Wegekreuz an der kath. Annakapelle                  | Das Wegekreuz aus Sandstein stammt aus dem Jahr 1811. Es steht auf einem breiten Sockel mit auskragendem Gesims. Das eigentliche Kruzifix wird von einem Sockel und Schaft mit Figur getragen. |      |
| Prälat-Roth-Straße Lage   | Skulpturen in der kath. Annakapelle                 | Im modernen Hochaltar stehen Figuren der hl. Anna und Maria aus dem 18. Jahrhundert und eine Figur des hl. Rudolph mit Ketten aus dem 15. Jahrhundert. |      |
| Prälat-Roth-Straße Lage   | Kath. Pfarrkirche St. Martin mit Ausstattung        | Von der ursprünglichen Kirche aus dem 12. Jahrhundert ist nur der ehemalige Chorturm mit Satteldach erhalten. Aus dem 15. Jahrhundert ist im Turmuntergeschoss ein Sakramentshäuschen erhalten. Der schlichte barocke Saalbau mit drei Fensterachsen wurde 1785 erbaut. Er besitzt als Verzierung einzig ein Traufgesims aus Sandstein sowie eine Ortqauderung und einen Sandsteinsockel. Das aufwendig gestaltete Portal mit Blendarkatur trägt im Giebelfeld eine Szene aus dem Leben des hl. Martin. |      |
| Zweibrücker Straße 3 Lage | Sommersitz Leon Jaunez                              | Der Sommersitz des „Tonwarenfabrikanten“ Leon Jaunez aus Saargemünd besteht aus einem Wohnhaus mit drei Wirtschaftsgebäuden, die von einer Mauer umfasst werden. Erbaut wurde die Villa 1876. Der zweigeschossige Putzbau besitzt einen weit vorspringenden Eckrisaliten mit zwei Achsen und Giebelgesims. Das restliche Gebäude besitzt drei Achsen. |      |
| Zweibrücker Straße 6 Lage | Bildstock, 1664 (Einzeldenkmal)                     | Das Kreuz stand ursprünglich auf der gegenüberliegenden Straßenseite, wurde aber im Zweiten Weltkrieg zerstört. Nach seiner Restaurierung fand es den jetzigen Platz. Das ohne Sockel 1,90 Meter hohe Kreuz ist das älteste in Mandelbachtal. Außergewöhnlich ist, das anstelle des Kruzifixes auf allen Kreuzbalken eine zusammenhängende Inschrift eingeschlagen ist, die heute allerdings nicht mehr vollständig zu entziffern ist: „ANNO / 1667 / CREVZ / AVF / GERICHT ZVR EHRE GOTTES / DURCH KILIAN BRAUN … ZV HAPKIRCHEN UND SEINER HAUSFRVW / MARIA AGNES EN.GT / G... / S... / W...“. Selten ist auch die Darstellung von Christus als Schmerzensmann in einer Nische des Kreuzschaftes. Sie ist allerdings erst im letzten Jahrhundert geschaffen worden; Pfarrer Karl Engesser gab 1935 dem Blieskasteler Bildhauer Karl Riemann den Auftrag dazu. Vorher hat wohl eine kleine Statue, vermutlich eine Madonna, in der Nische gestanden. Auf dem Medaillon des hohen Aufbaus befand sich ehemals ein Medaillon mit der Inschrift „MEIN JESUS BARM-/HERZIG-/KEIT“ |      |

## Heckendalheim
| Lage                         | Bezeichnung | Beschreibung | Bild |
| ---------------------------- | ----------- | ------------ | ---- |
| St. Ingberter Straße 64 Lage | Wegekreuz   | 1743         |      |

## Ommersheim
| Lage                               | Bezeichnung                                            | Beschreibung | Bild |
| ---------------------------------- | ------------------------------------------------------ | --- | ---- |
| Bezirksstraße Lage                 | Gesindehaus und Kellergewölbe von Schloss Philippsburg | Schloss Philippsburg wurde zwischen 1782 und 1788 als prachtvolles Lustschloss oberhalb des Niederwürzbacher Weihers erbaut. Schon 1792 wurde das Schloss durch französische Revolutionstruppen zerstört und im 19. Jahrhundert abgetragen. Erhalten ist lediglich das ehemalige Gesindehaus, das heute als Forsthaus genutzt wird. Der Bau mit Spitzbogenfenstern und den Resten einer gotischen Dachbalustrade lässt die frühen neugotischen Formen des Schlosses noch erahnen. |      |
| Hofstraße 4 Lage                   | kath. Pfarrhaus                                        | Erbaut 1769 |      |
| Saar-Pfalz-Straße/Ensheimer Straße | sog. Hungerkreuz, Wegekreuz                            | Als 1773 alle Quellen des Ortes bis auf eine Quelle in der Ortsmitte versiegten, stellten die Bewohner das Hungerkreuz auf. Das Wegekreuz aus Sandstein ist ein klassisches Kruzifix auf einem Sockel. |      |
| Saar-Pfalz-Straße Lage             | Kath. Kirche Mariae Heimsuchung mit Ausstattung        | Der klassizistische Bau wurde Im Jahre 1829 nach Entwürfen des königlich-bayerischen Bezirksbauingenieurs Paul Camille von Denis verwirklicht. Der Glockenturm wirkt äußerlich betrachtet wie ein Dachreiter. Im Unterschied zum Dachreiter besitzt der Kirchturm in Ommersheim ein gemauertes Fundament. Auffällig ist das gestreckte Rundbogenportal mit Oberlicht und stark profilierter Rahmung.                                                                              |      |
| Saar-Pfalz-Straße 36 Lage          | Bauernhaus                                             | 19. Jahrhundert |      |
| Talstraße 7 Lage                   | Wohnhaus                                               | um 1890 |      |

## Ormesheim
| Lage                   | Bezeichnung                                      | Beschreibung | Bild |
| ---------------------- | ------------------------------------------------ | --- | ---- |
| Adenauerstraße 40 Lage | Wegekreuz                                        | 18. Jahrhundert |      |
| Adenauerstraße 60 Lage | Wegekreuz                                        | 18. Jahrhundert |      |
| Adolf-Graf-Straße      | Wegekreuz                                        | 1753 von Johann Madersteck |      |
| Gipsgrube 3 Lage       | Bauernhof                                        | um 1940 |      |
| Kapellenstraße Lage    | kath. Marienkapelle, sog. „Strudelpeter-Kapelle“ | Die kath. Marienkapelle, im Volksmund auch „Strudelpeter-Kapelle“ genannt, wurde im 1. Viertel des 19. Jahrhunderts erbaut. Der Saalbau mit dreiseitigem Chorschluss und Dachreiter über dem Rundbogenportal steht auf einer kleinen Anhöhe südlich des Ortes. |      |
| Kapellenstraße 2 Lage  | Wegekreuz                                        | Das Wegekreuz aus dem 18. Jahrhundert steht neben der „Strudelpeter-Kapelle“. Das Sandsteinkreuz steht auf einem massiven, hohen Sockel und besitzt einen profilierten Schaft. |      |
| Mauritiusstraße Lage   | Kath. Kirche St. Mauritius mit Ausstattung       | Die Kirche wurde 1932 nach Plänen von Albert Boßlet im Stil der Neuromanik erbaut. In der Kirchhofmauer finden sich Spolien. Der einer Basilika nachempfundene Bau besitzt an der Südwestseite einen hohen Anbau und auf der Nordostseite einen in die Fassade reichenden Turm. Die niedrigen Seitenschiffe werden im Inneren durch Arkaden vom Mittelschiff getrennt. Der Chor besitzt ein Tonnengewölbe, das Mittelschiff eine flache Holzdecke, die Seitenschiffe sind flach gedeckt. |      |
| Neumühle Lage          | sog. Sulgerhof, Mühlengehöft                     | Das Mühlengehöft stammt aus der 2. Hälfte des 16. Jahrhunderts und wurde 1838 umgebaut. Die Mühle mit dem sogenannten „Sulgerhof“ von 1563 war Amtssitz des kurtrierischen Amtmanns Sulger. |      |
| Unterstraße 3          | Wegekreuz                                        | 1798 |      |

## Wittersheim
| Lage                        | Bezeichnung                    | Beschreibung                         | Bild |
| --------------------------- | ------------------------------ | ------------------------------------ | ---- |
| Gartenstraße 2 Lage         | Türsturz                       | 1761                                 |      |
| Merowingerstraße 2 Lage     | Wegekreuz                      | 18. Jahrhundert, Neuanfertigung 1953 |      |
| Remigiusstraße 5 Lage       | Wegekreuz vor der kath. Kirche | 18. Jahrhundert                      |      |
| Saargemünder Straße 60 Lage | Wegekreuz                      | 1761                                 |      |